# Didn’t I
„Didn't I” – singel amerykańskiego zespołu OneRepublic, który ukazał się 13 marca 2020 roku. Utwór pochodzi z nadchodzącego albumu grupy zatytułowanego Human.

## Informacje o utworze
Autorami utworu są Ryan Tedder, Brent Kutzle, Zach Skelton, James Abrahart oraz norweski producent muzyczny Kygo. Za produkcję odpowiadają Tedder i Kutzle przy współudziale Johna Nathaniela. Przy okazji premiery singla zespół ogłosił, że premiera piątego albumu studyjnego zatytułowanego Human została zaplanowana na 8 maja 2020 roku.

## Teledysk i promocja utworu
13 marca 2020, wraz z premierą singla, nastąpiła premiera teledysku. Klip został wyreżyserowany przez Christiana Lamb, tak jak wcześniejsze single zespołu: „Rescue Me” i „Wanted”.
30 marca 2020 roku wokalista zespołu Ryan Tedder wraz z Brentem Kutzle wykonali utwór na żywo za pośrednictwem Internetu w programie The Tonight Show Starring Jimmy Fallon. 12 kwietnia 2020 zespół zagrał utwór dla słuchaczy radia RMF FM w ramach akcji #Koncerty z dużego pokoju.

## Pozycje na listach

### Notowania tygodniowe
| Kraj/Region       | Notowanie (2020)               | Najwyższa pozycja |
| ----------------- | ------------------------------ | ----------------- |
| Austria           | Ö3 Austria Top 40              | 66                |
| Czechy            | Radio Top 100                  | 38                |
| Nowa Zelandia     | Hot 40 Singles                 | 14                |
| Stany Zjednoczone | Bubbling Under Hot 100 Singles | 19                |
| Szwajcaria        | Singles Top 100                | 38                |
| Szwecja           | Veckolista Singlar             | 84                |
| Węgry             | Single (track) Top 40 lista    | 38                |

## Certyfikaty
| Kraj/region | Wydawca | Certyfikat  | Źródło |
| ----------- | ------- | ----------- | ------ |
| Australia   | ARIA    | Złota płyta | [ 12 ] |